# کیشداتل
کیشداتل (به لاتین: Kishdatl) یک منطقهٔ مسکونی در روسیه است که در داغستان واقع شده‌است.